# グレイヴ・アクセント
グレイヴ・アクセント（`、◌̀）は、おもにラテン文字を用いる言語の表記に用いられるアクセント符号で、ダイアクリティカルマーク（発音区別符号）の一種。抑音符（よくおんぷ）、抑音符号（よくおんふごう）、重アクセント、低アクセント、鈍アクセントとも呼ばれる。
ポルトガル語、フランス語、カタルーニャ語、イタリア語、ウェールズ語、ベトナム語などに用いられる。
JIS X 0213の名称は、「アクサングラーブ, グレーブアクセント」。

## 各言語における用法

### ラテン・アルファベット
ポルトガル語
à のみが使われ、2つの a の縮約を表す。
フランス語
accent grave （アクサン・グラーヴ）といい、à, è, ù が存在する。è は広い [ɛ] を表すほか、同音異義語の区別にも使われる。à, ù は同音異義語の区別に使われる（例：ou「または」とoù「どこ」）。
カタルーニャ語
à, è, ò が使われ、強勢の位置を表す。è, ò は広い [ɛ], [ɔ] を表し、狭い [e], [o] を表す é, ó と対立する。à に関してはグレイヴ・アクセントのみが使われる。
イタリア語
accento grave （アッチェント・グラーヴェ）といい、 最後の音節に強勢があることを示したり（例: caffè 「コーヒー」）、同音異義語を区別するために用いられる（例: li 「彼らを」に対する lì 「そこ」）。ただし付号する母音が狭い e や o （ 広めの [ɛ] や [ɔ] ではない [e] や [o] ）であるいくつかの語については accento acuto（アッチェント・アクート、アキュート・アクセントのこと）を用いる。
ウェールズ語
母音が短いことを表す。à, è, ì, ò, ù, ẁ, ỳ が存在する。
セルビア・クロアチア語
à, è, ì, ò, r̀, ù が上昇調短母音を表すために使われることがある。正書法上はアクセントは付加されない。キリル・アルファベットでも使われるが、Unicodeの合成済み文字はラテン・アルファベットのもののみが定義されている。
スロベニア語
è が上昇調短母音を表すために使われることがある。正書法上はアクセントは付加されない。
リトアニア語
正書法上は使用しない。基本的には辞書や学習書・研究書等でアクセントを持つ短い音節を表すのに用いられる（具体例: žmogùs 〈人間〉）。また、アクセント記号なしではあいまいになる語を区別する目的で使用される場合もある。なお、il, im, in, ir, ul, um, un, urが他の子音の前にある場合は例外的に下降アクセント（通常はアキュートを使用）を表す（具体例: gìnti 〈防衛する〉）。
ラトビア語
正書法上は使用しない。下降調の声調を表す声調記号として学術書で用いられる。
ベトナム語
フイェンという声調を示す声調記号である。à, ầ, ằ, è, ề, ì, ò, ồ, ờ, ù, ừ, ỳ が存在する。
中国語
拼音・注音で、第四声（去声）を示す声調記号として用いられる。拼音には à, è, ề, ì, m̀, ǹ, ò, ù, ǜ が存在する（sì）。

### キリル・アルファベット
ブルガリア語・マケドニア語
代名詞の女性単数与格が ѝ と書かれることがある。これは「…と」を意味する и と区別するためである。

### ギリシャ・アルファベット
ギリシャ語は古典時代には高低アクセントを持ち、伝統的にグレーブアクセント（ギリシア語: βαρεία ヴァリア）で低い音を表した。現代ギリシャ語では用いられていない。

## 音声記号
国際音声記号でも声調記号として用いられるが、中国語拼音（ピンイン）表記のグレイヴ・アクセント（第四声）が下降調を示すのとは異なり、低平調を示す。低平調を示すグレイヴ・アクセントの用法は越南語国語（クオックグー）表記の声玄（thanh huyền = 陰平、平声低）と同じである。
アメリカの言語学界では音声記号として、声調だけではなく、第2強勢（やや弱い強勢）を示すのにも用いることがある。2011年現在、日本で発行されている英語の辞典や教科書などでも第2強勢を示す場合が多く、音声記号や英語での単語表記と組み合わせて用いられる。なお、国際音声記号では第2強勢を示す記号は[ˌ]である。

## コンピュータ
ASCIIでは 6016 が（何らかの具体的な文字ではなく、スペースをともなった）グレイヴ・アクセントであり、Unicodeでは U+0060 である。
この符号位置は特に伝統的に（Unicode以前の時代において）、開きシングルクォーテーションマークが無かったために、コンピュータ等で代用として多用されている（いくつかの例を以下に述べる）。そのためバッククォート（back quote）や、ほかに英語ではbacktickとも呼ばれる。
- いくつかのシェルスクリプトやperlなどでは、`……` と文字列を囲むと、文字列をコマンドとして実行し、実行結果の標準出力を文字列として返す。
- LISP系の言語では、quasiquoteという機能に使われる。通常の（閉じシングルクォーテーションマークを使う）quoteではその内側は全て評価しないが、quasiquoteではその内側でコンマを前置した要素だけは評価される。たとえば、「 `(a ,b) 」は、「 (list 'a b) 」に同じである。主にマクロの構文を読みやすくするのに用いる。
- Markdownなど、いくつかの軽量マークアップ言語では、コードをバッククォートで囲む。
- ' (U+0027 アポストロフィ) とのセット `……' がシングルクォーテーションマーク ‘……’ の代用として使われる。また、``（グレイヴ2つ）を " (U+0022 クォーテーションマーク) またはアポストロフィ2つと組み合わせた ``……"・``……'' がダブルクォーテーションマーク “……” の代用として使われる。TeXではソースに「`」や「``」を書くと引用符に変換される。

いずれも正規の（開き）シングル/ダブルクォーテーションマークを使える環境では好ましい用法ではないことは確かだが、前述のように歴史的理由から現在でも多用されている。

## 符号位置
| 記号 | Unicode | JIS X 0213 | 文字参照       | 名称                                                        |
| ---- | ------- | ---------- | -------------- | ----------------------------------------------------------- |
| `    | U+0060  | 1-1-14     | &#x60; &#96;   | アクサングラーブ, グレーブアクセント GRAVE ACCENT           |
| ˋ    | U+02CB  | -          | &#x2CB; &#715; | MODIFIER LETTER GRAVE ACCENT                                |
| ̀     | U+0300  | 1-11-60    | &#x300; &#768; | グレーブアクセント(合成可能), 声調低 COMBINING GRAVE ACCENT |
| ̖     | U+0316  | -          | &#x316; &#790; | COMBINING GRAVE ACCENT BELOW                                |

| 大文字 | Unicode | JIS X 0213 | 文字参照               | 小文字 | Unicode | JIS X 0213 | 文字参照               | 備考                                                                           |
| ------ | ------- | ---------- | ---------------------- | ------ | ------- | ---------- | ---------------------- | ------------------------------------------------------------------------------ |
| À      | U+00C0  | 1-9-23     | &Agrave; &#xC0; &#192; | à      | U+00E0  | 1-9-54     | &agrave; &#xE0; &#224; | ポルトガル語、フランス語、カタルーニャ語、イタリア語、ウェールズ語、ベトナム語 |
| Ầ      | U+1EA6  | -          | &#x1EA6; &#7846;       | ầ      | U+1EA7  | -          | &#x1EA7; &#7847;       | ベトナム語                                                                     |
| Ằ      | U+1EB0  | -          | &#x1EB0; &#7856;       | ằ      | U+1EB1  | -          | &#x1EB1; &#7857;       | ベトナム語                                                                     |
| È      | U+00C8  | 1-9-31     | &Egrave; &#xC8; &#200; | è      | U+00E8  | 1-9-62     | &egrave; &#xE8; &#232; | フランス語、カタルーニャ語、イタリア語、ウェールズ語、ベトナム語               |
| Ề      | U+1EC0  | -          | &#x1EC0; &#7872;       | ề      | U+1EC1  | -          | &#x1EC1; &#7873;       | ベトナム語                                                                     |
| Ḕ      | U+1E14  | -          | &#x1E14; &#7700;       | ḕ      | U+1E15  | -          | &#x1E15; &#7701;       |                                                                                |
| Ì      | U+00CC  | 1-9-35     | &Igrave; &#xCC; &#204; | ì      | U+00EC  | 1-9-66     | &igrave; &#xEC; &#236; | イタリア語、ウェールズ語、ベトナム語                                           |
| Ǹ      | U+01F8  | 1-8-84     | &#x1F8; &#504;         | ǹ      | U+01F9  | 1-8-85     | &#x1F9; &#505;         | 中国語（拼音）                                                                 |
| Ò      | U+00D2  | 1-9-41     | &Ograve; &#xD2; &#210; | ò      | U+00F2  | 1-9-72     | &ograve; &#xF2; &#242; | カタルーニャ語、イタリア語、ウェールズ語、ベトナム語                           |
| Ồ      | U+1ED2  | -          | &#x1ED2; &#7890;       | ồ      | U+1ED3  | -          | &#x1ED3; &#7891;       | ベトナム語                                                                     |
| Ờ      | U+1EDC  | -          | &#x1EDC; &#7900;       | ờ      | U+1EDD  | -          | &#x1EDD; &#7901;       | ベトナム語                                                                     |
| Ṑ      | U+1E50  | -          | &#x1E50; &#7760;       | ṑ      | U+1E51  | -          | &#x1E51; &#7761;       |                                                                                |
| Ù      | U+00D9  | 1-9-47     | &Ugrave; &#xD9; &#217; | ù      | U+00F9  | 1-9-78     | &ugrave; &#xF9; &#249; | フランス語、イタリア語、ウェールズ語、ベトナム語                               |
| Ǜ      | U+01DB  | -          | &#x1DB; &#475;         | ǜ      | U+01DC  | 1-8-92     | &#x1DC; &#476;         | 中国語（拼音）                                                                 |
| Ừ      | U+1EEA  | -          | &#x1EEA; &#7914;       | ừ      | U+1EEB  | -          | &#x1EEB; &#7915;       | ベトナム語                                                                     |
| Ẁ      | U+1E80  | -          | &#x1E80; &#7808;       | ẁ      | U+1E81  | -          | &#x1E81; &#7809;       | ウェールズ語                                                                   |
| Ỳ      | U+1EF2  | -          | &#x1EF2; &#7922;       | ỳ      | U+1EF3  | -          | &#x1EF3; &#7923;       | ウェールズ語、ベトナム語                                                       |